# Авербух, Александр Михайлович
Александр Михайлович Авербух (род. 15 сентября 1985, Новоайдар) — поэт, переводчик и литературовед, писавший на русском языке, а затем перешедший на украинский язык.

## Биография
Родился в УССР. С 2001 года жил в Израиле. Прошел срочную службу в израильской армии. Учился на отделении журналистики и литературы Тель-Авивского университета. Окончил Еврейский университет в Иерусалиме (диплом с отличием и премия Клаузнера за магистерскую диссертацию «Тип украинского литератора в русской литературе XVII—XVIII веков»), заведовал архивом Центра изучения диаспоры в Тель-Авивском университете.
С 2015 живёт в Торонто. Защитил докторскую диссертацию на кафедре славянских языков и литератур Торонтского университета.

## Литературное творчество
Публиковался в журналах «Октябрь», «Воздух», «Двоеточие», «TextOnly», «Зеркало». В 2006 году вошёл в шорт-лист премии «Дебют». В 2009 году вошёл в шорт-лист премии «ЛитератуРРентген» и в лонг-лист «Русской премии». В 2009 году вышла первая книга стихов, в связи с которой поэт Евгения Риц отмечала:

В последней четверти XX века сформировался круг авторов, работающих на стыке двух культур, двух литератур — русской и израильской. <…> Двойная оптика взгляда на мир, пограничное существование языка, перенесенного с одной почвы в другую, придают новый смысл знакомым словам и явлениям, и «Встречный свет» Александра Авербуха — книга именно такой новой формации, часть одновременно и русской, и израильской культуры.— 
Пишет на русском и украинском языках. О билингвизме в поэзии Авербуха писал литературный критик Кирилл Корчагин:

Украинская речь в этом цикле присутствует наравне с русской и обладает особым статусом: она действует как «отмычка» к особой и тщательно оберегаемой области сознания, где обитает фрейдовское «жуткое». Один из примеров «жуткого», который приводит Фрейд, словно бы повторяет картину разворачивающихся в цикле Авербуха военных действий.— 
На рубеже 2010—2020-х гг. полностью перешёл в своём творчестве на украинский язык, выпустив в 2021 г. в Киеве книгу стихов «Жидовский король» (укр. Жидівський король); по собственному признанию Авербуха,

Раньше я считал, что в Украине может быть своя русская, русскоязычная украинская литература. Но я разочаровался в этой идее. Я пришёл к выводу, что каждое слово на русском языке всегда будет тянуться к России, как к намагниченной поверхности, от которой нельзя отлепиться, пока не перестанешь на нём писать.— 

## Книги
- Александр Авербух. Встречный свет. — М.: АРГО-РИСК, 2009. — 47 с. — (Поколение). — ISBN 9785868561832.
- Александр Авербух. Свидетельство четвертого лица. — М.: Новое литературное обозрение, 2017. — 208 с. — ISBN 978-5-4448-0640-1.

## Антологии
- Александр Авербух. Стихотворения. // Звезды на песке. — М.: Поколение, 2008.
- Авербух Олександр. Вірші. // Поетично-драматургійний проект «Майдан: Дистанція словом», 2015.

## Стихи в периодике
- Скорбная песнь ненадежных солдат, Двоеточие, № 7, 2006.
- На небе зияет брешь, Воздух, № 4, 2006.
- Огненная паутина, Октябрь, № 5, 2007.
- Последняя из отдушин, Textonly, № 22 (2), 2007.
- Яблоко рассветное, Октябрь, № 8, 2008.
- Жизнь на девятом валу, Воздух, № 3, 2010.
- Общий язык Двоеточие, № 15, 2011.
- Солнечный сок, Октябрь, № 11, 2012.
- Горькое небо, Октябрь, № 3, 2014.
- эта тишина вокруг… и другие стихи, Волга, № 9-10, 2014.
- Вонйа, Воздух, № 4, 2014.
- Erlaubt, Каракёй и Кадикёй,№ 3, 2015.
- На солнце красном большом, Волга, № 11-12, 2015.
- Жития, Цирк «Олимп»+TV, № 20 (53), 2016.
- Пока тебя уже нет, Букник, 21 марта 2016.
- Город часов, Воздух, № 1, 2016.
- Loveград, Літцентр, 2 июня 2016.

## Переводы

### Переводы с русского на иврит
- Анастасия Афанасьева, стихотворения זכות להתקיים, נקודתיים, 9-10, 2013.
- Андрей Сен-Сеньков, стихотворения, קרני כוכב ירוק חמות, חמימות וקרות, נקודתיים, 11-12, 2014.
- Леонид Шваб, стихотворения, לקפה הלל נכנס ד"ר כהן, הארץ, 08.09.2014.
- Геннадий Айги, стихотворения, שקט, נקודתיים, 13-14, 2015.
- Дмитрий Кузьмин, Анна Глазова, Кирилл Корчагин, Лида Юсупова. Стихотворения. // Хо!, № 13. Тель-Авив, 2016. — С. 187—195.

### Переводы с иврита на русский
- Давид Фогель, Стихи из книги «Пред темными вратами», Двоеточие, 19, 2012.
- Надав Линиаль, Стихи, Зеркало, 44, 2014.
- Давид Фогель, Стихи из книги «Пред темными вратами», Зеркало, 46, 2015.
- Давид Фогель, Стихи из книги «Пред темными вратами», Двоеточие, 24, 2015.
- Натан Зах, «Одну минуту, тише, пожалуйста», Воздух, № 3-4, 2015.

### Переводы с украинского на русский
Василь Голобородько, Направление боли, Textonly, 44 (1’16), 2016.

## Интервью
- О цикле «Жития» и документальной поэтике с Александром Авербухом беседует Виталий Лехциер, Цирк «Олимп»+TV, № 20 (53), 2016.
- Воспоминания и богатство языка неправильностей. С Александром Авербухом беседует Линор Горалик.